# Ybbs (rivier)
De Ybbs is een zijrivier van de Donau in Neder-Oostenrijk. De bron bevindt zich in de buurt van Mariazell op de grens van Neder-Oostenrijk en Stiermarken. De rivier draagt in het begin de naam Weiße Ois, na ongeveer 5 km wordt hij Ois genoemd en van Lunz am See tot aan de uitmonding in de Donau bij Ybbs an der Donau heet hij de Ybbs.
De belangrijkste plaatsen langs de Ybbs zijn Lunz am See, Göstling an der Ybbs, Hollenstein an der Ybbs, Sankt Georgen am Reith, Opponitz, Ybbsitz, Waidhofen an der Ybbs, Sonntagberg, Kematen an der Ybbs, Amstetten en Ybbs an der Donau.

## Afbeeldingen

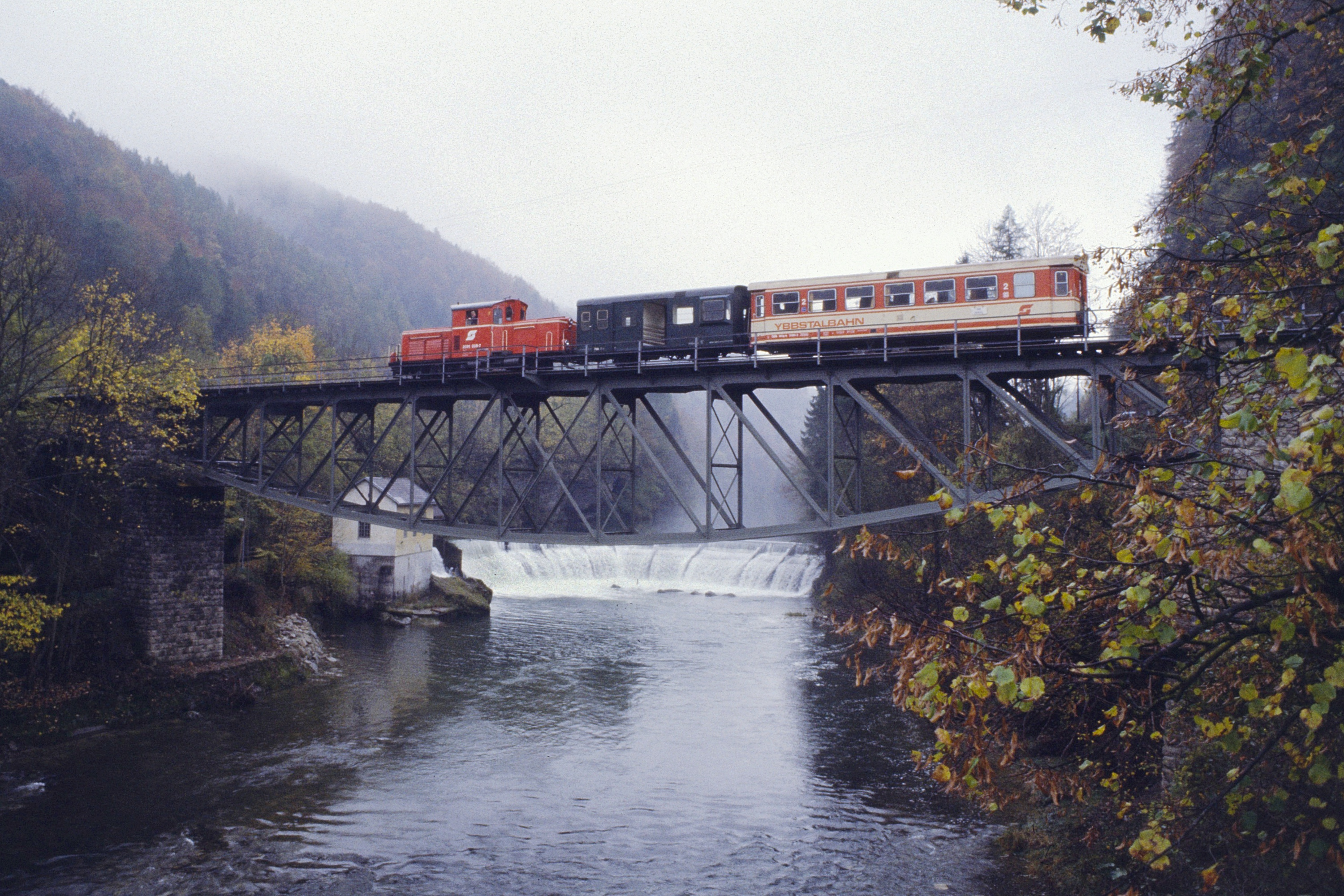
Spoorbrug over de Ybbs
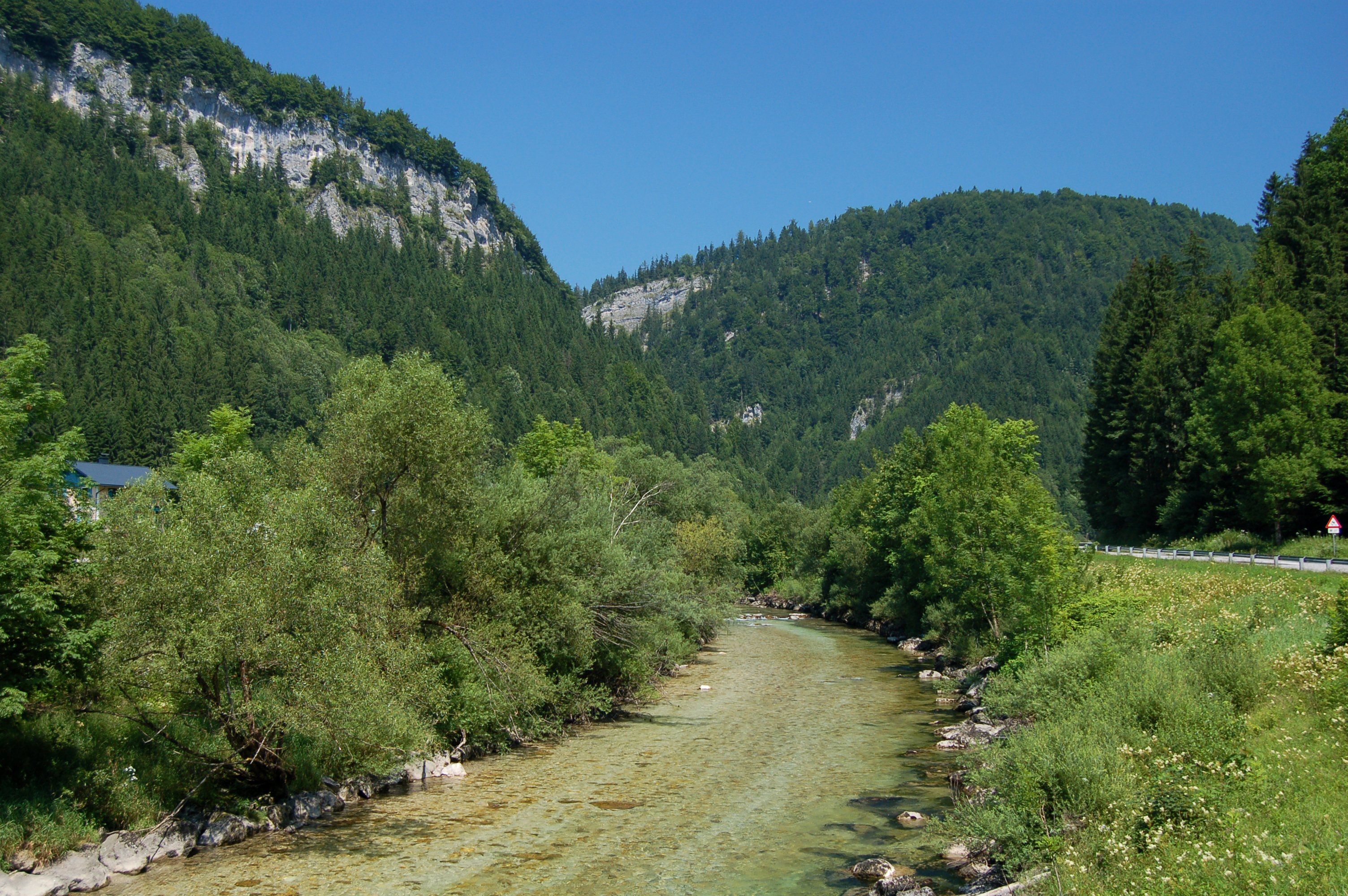
De Ybbs

- Nationale Bibliotheek van Tsjechië: ge884128
- Virtual International Authority File: 236987634